# Ziyaret Tepe
Ziyaret Tepe – stanowisko archeologiczne w rejonie górnego biegu Tygrysu, na północ od gór Kasziari (wsp. Tur Abdin), ok. 60 km na wschód od miasta Diyarbakır w Turcji. Identyfikowane ze starożytnym miastem Tuszhan.
Stanowisko leży na południowym brzegu Tygrysu, a jego powierzchnia wynosi ok. 32 ha. Składa się z tella z warstwami zasiedlenia sięgającymi od wczesnego okresu brązu aż do okresu islamskiego, oraz z dolnego miasta, zasiedlonego jedynie w okresie brązu (okres nowoasyryjski). Wykopaliska na stanowisku prowadzi zespół archeologów z University of Akron kierowany przez T. Matneya. W warstwach z wczesnego okresu brązu (na których koncentrowały się prace wykopaliskowe w 2004 roku) odkryto jamy do przechowywania ziarna oraz fundamenty muru z cegły mułowej, uważanego za fragment fortyfikacji otaczającej cytadelę. Dolne miasto zawierało szereg "administracyjnych" budowli z dużymi dziedzińcami wyłożonymi mozaikami z małych kamieni. W jednym z budynków, stanowiącym najprawdopodobniej część kompleksu świątynnego poświęconego bogini Isztar z Niniwy, odnaleziono duże naczynia do przechowywania żywności oraz 27 tabliczek klinowych z dokumentami dotyczącymi przyjmowania, magazynowania i redystrybucji zboża. Dzięki umieszczonym w dokumentach imionom urzędników limmu (eponimów) udało się wydatować tabliczki na 613 i 611 r. p.n.e. Dolne miasto otoczone było murem obronnym, wzniesionym prawdopodobnie na początku okresu żelaza.